# Білостоцький театр ляльок
53°7′50.9″ пн. ш. 23°9′0.5″ сх. д. / 53.130806° пн. ш. 23.150139° сх. д.
Білостоцький театр ляльок (пол. Białostocki Teatr Lalek, BTL або БТЛ) — ляльковий театр у польському місті Білостоку.

## Загальна інформація
Білостоцький театр ляльок міститься у функціональній, спеціально зведеній сучасній будівлі, й розташований за адресою:
вул. Калиновського, буд. 1, м. Білосток-15875 (Польща).
Приміщення театру має 3 робочі сцени — велика (на 200 місць), мала (на 100 місць) і зала спроб (тренувальна, на 40 місць).
Чинним директором-художнім керівником театру є Марек Вашкєль (Marek Waszkiel).

## З історії театру
Ляльковий театр у Білостоку постав офіційно 1952 року, коли Міністерство культури і мистецтв Польщі визнало за ним право професіональної сцени, відтак у місті розпочав роботу Ляльковий театр «Швєрч» (досл.: «Коник»; пол. Teatr Lalkowy Świerszcz). Однак власна лялькарька традиція в Білостоку сягає ще довоєнних часів, коли 1937 року в місті був закладений аматорський ляльковий театр — його творцями були Гелена Пацевич (Helena Pacewicz) і Петро Савицький (Piotr Sawicki), який згодом власне і став першим керівником БТЛу.
Статус державного закладу культури Театр ляльок у Білостоку отримав у 1960 році.
У 1972 році в театрі було відкрито сцену для дорослих (уперше в Польщі).
А 1974 року при театрі відкрилась студія акторської майстерності (пізніше стала відділом Державної театральної вищої школи, тепер Академії ім. А. Зельверовича у Варшаві).
У 1975—79 са́ме в Білостоку було зведено перший у Польщі будинок, призначений спеціально для театру ляльок. 
Від вересня 2005 року колектив Білостоцького театру ляльок очолює Марек Вашкєль.
Колишні керівники театру:
- Пйотр (Петро) Савицький (Piotr Sawicki);
- Йоана Пєкарська (pl:Joanna Piekarska);
- Кшиштов Рау (Krzysztof Rau);
- Войцех Кобринський (Wojciech Kobrzyński);
- Войцех Шелаховський (Wojciech Szelachowski).